# Adolf Florensa i Ferrer
Adolf Florensa i Ferrer (* 15. Mai 1889 in Lleida; † 14. Juli 1968 in Barcelona) war ein katalanischer Architekt, der von der Diktatur Primo de Riveras bis in die frühen Jahre des Franco-Diktatur als oberster Stadtarchitekt in Barcelona fungierte. Er spielte eine Schlüsselrolle bei der Erhaltung und Restaurierung symbolträchtiger Gebäude der Stadt und bei der Neugestaltung des Gotischen Viertels.

## Leben und Werk
Nach Abschluss seines Architekturstudiums im Januar 1914 arbeitete er zunächst als Stadtarchitekt von Lleida, wo er unter anderem 1918 die Pläne für die Escola Jardí dels Camps Elisis zeichnete. Er begann zu unterrichten und erhielt 1921 den Lehrstuhl für Mechanik, Baukonstruktion und Stereotomie an der Escuela Tècnica Superior d'Arquitectura in Barcelona. 1924 wurde er zum Stadtarchitekten von Barcelona ernannt und blieb dies bis zu seinem Tod im Jahr 1968.
Adolf Florensa errichtete 1919 in Barcelona an der Via Laietana das Casal del Metge im Stil des Noucentismus, 1923 die von der Chicagoer Schule beeinflusste Casa Cambó und zusammen mit Alfons Barba (1887–1961) das Gebäude für den Foment del Treball Nacional (Sitz des katalanischen Arbeitgeberverbandes, 1931–1934). Zusammen mit Félix de Azúa baute er 1929 an der Plaça d'Espanya für die Weltausstellung den Pavillon Palau de Comunicacions. Er renovierte 1928 den Sitz des katalanischen Generalkapitäns (Capitania General), das ehemalige Kloster Convent de la Mercè in Barcelona und in der Nachkriegszeit die Duana Nova (Zollhaus am Hafen). Er baute das Krankenhaus in Lleida und restaurierte das Kastell Perelada. Als Chefarchitekt der städtischen Bauvereinigung und Konservator der Altstadt war er für die umfangreichen Restaurierungen der Altstadt von Barcelona verantwortlich. In drei Bänden fasste er die städtischen Aktivitäten zur Restaurierung und Denkmalpflege von 1927 bis 1960 zusammen und veröffentlichte ab 1958 mehrere Monographien. Außerdem veröffentlichte er in den Memoiren der Akademie der Wissenschaften und Künste von Barcelona mehrere Werke zur Architekturgeschichte.

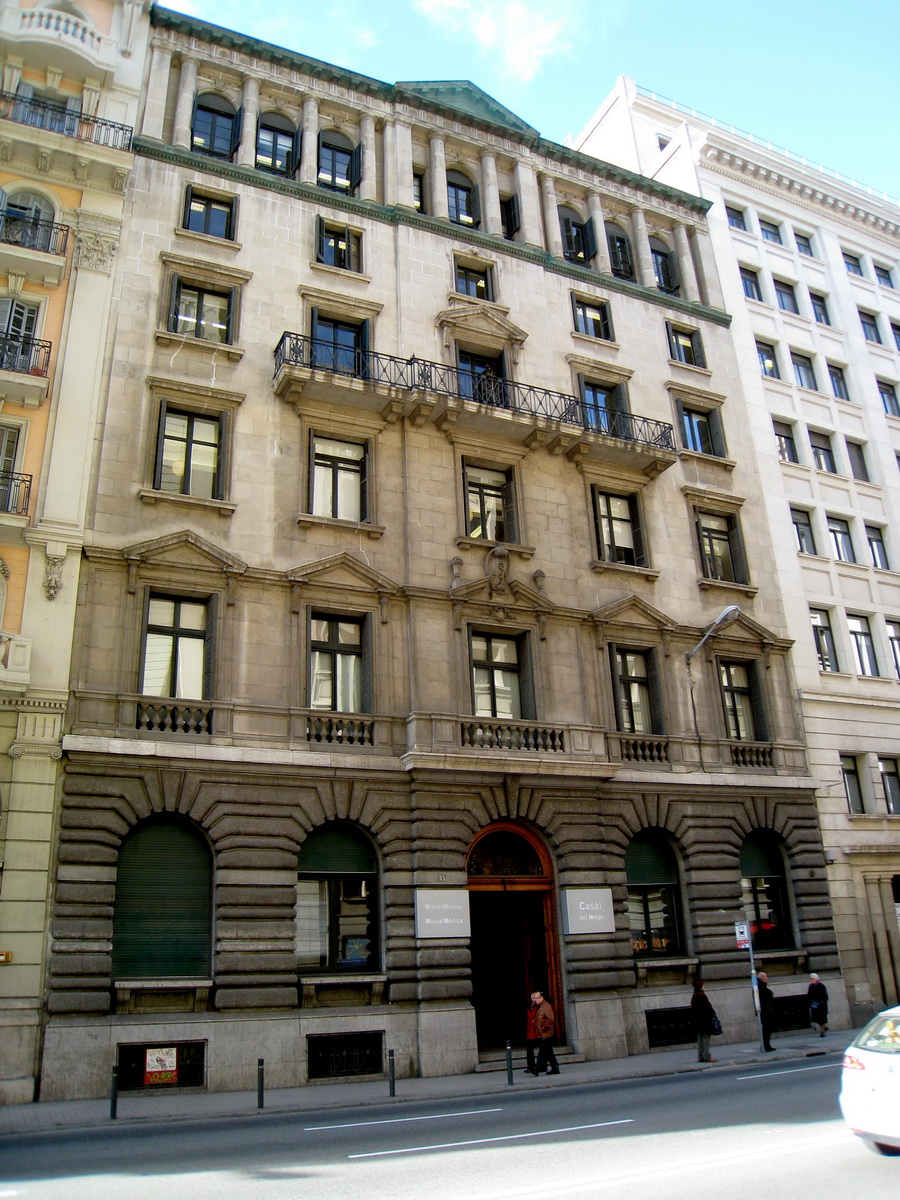
Das Casal de Metge an der Via Laietana in Barcelona
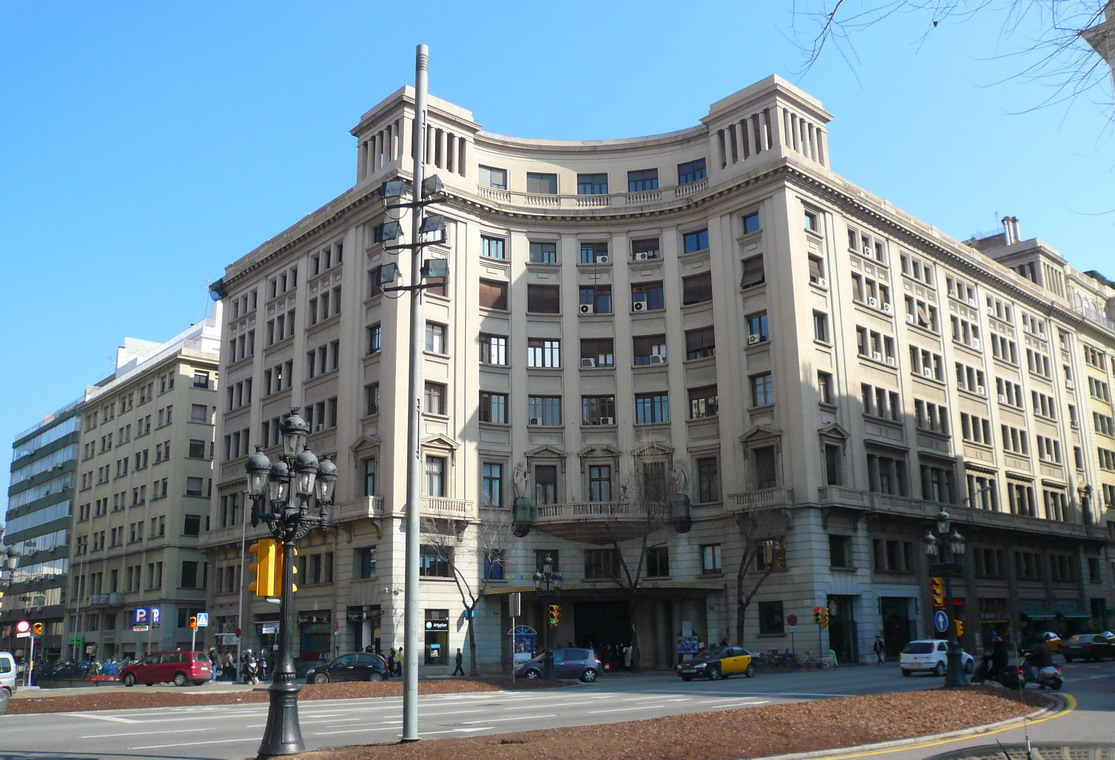
Sitz des katalanischen Arbeitgeberverbandes an der Via Laietana in Barcelona
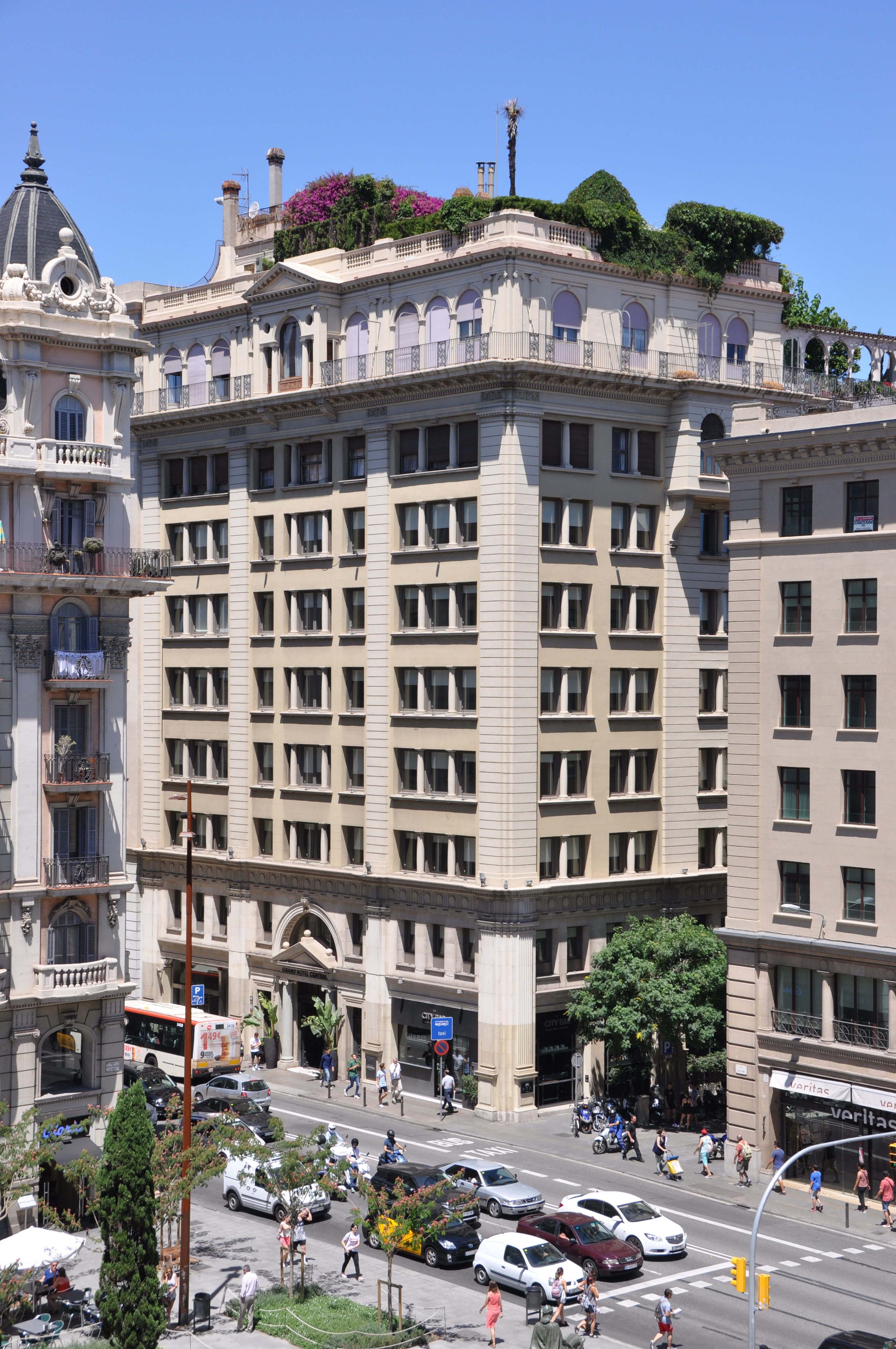
Die Casa Francesc Cambó an der Via Laietana in Barcelona
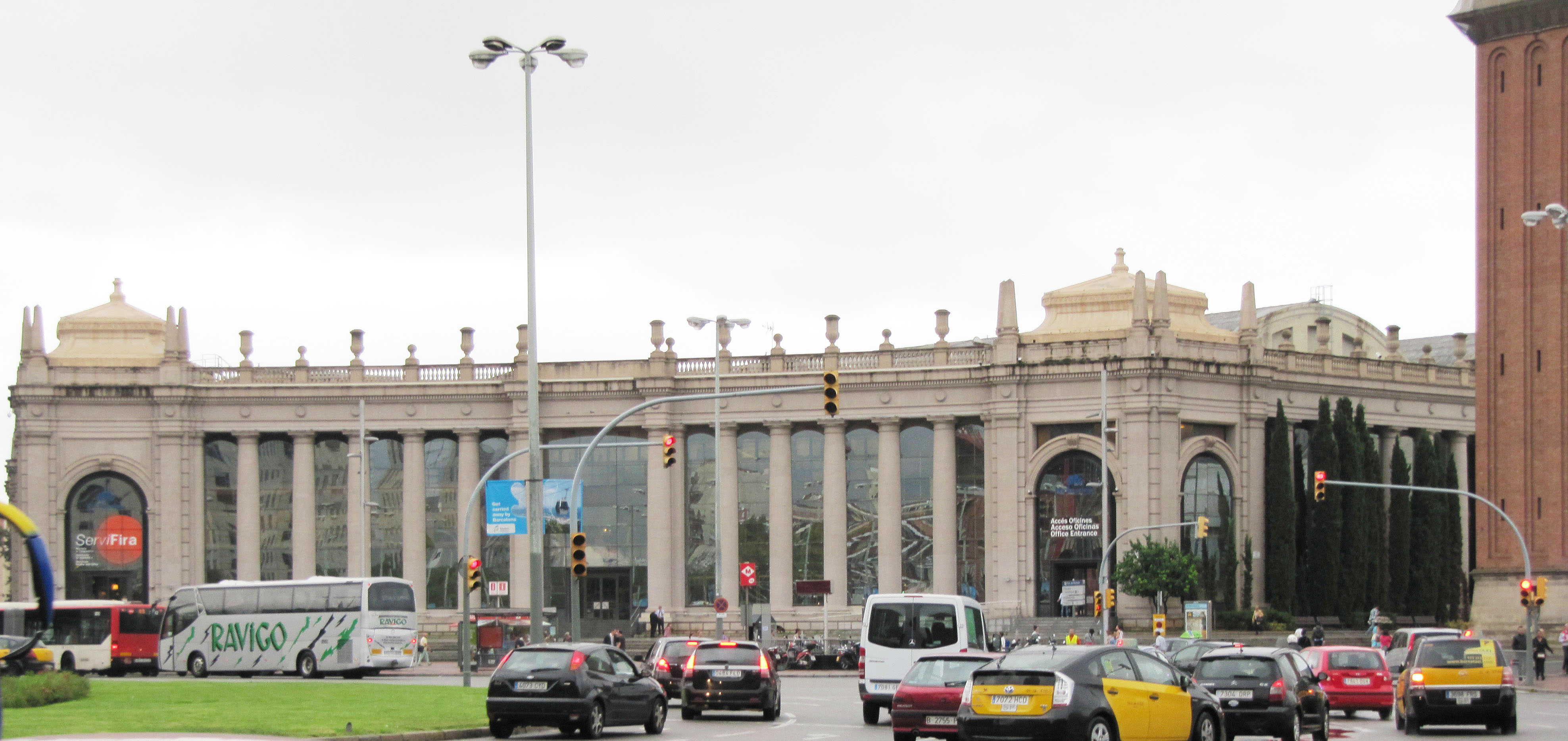
Der Palau de Comunicacions i Transports (Pavillon) an der Plaça d'Espanya in Barcelona
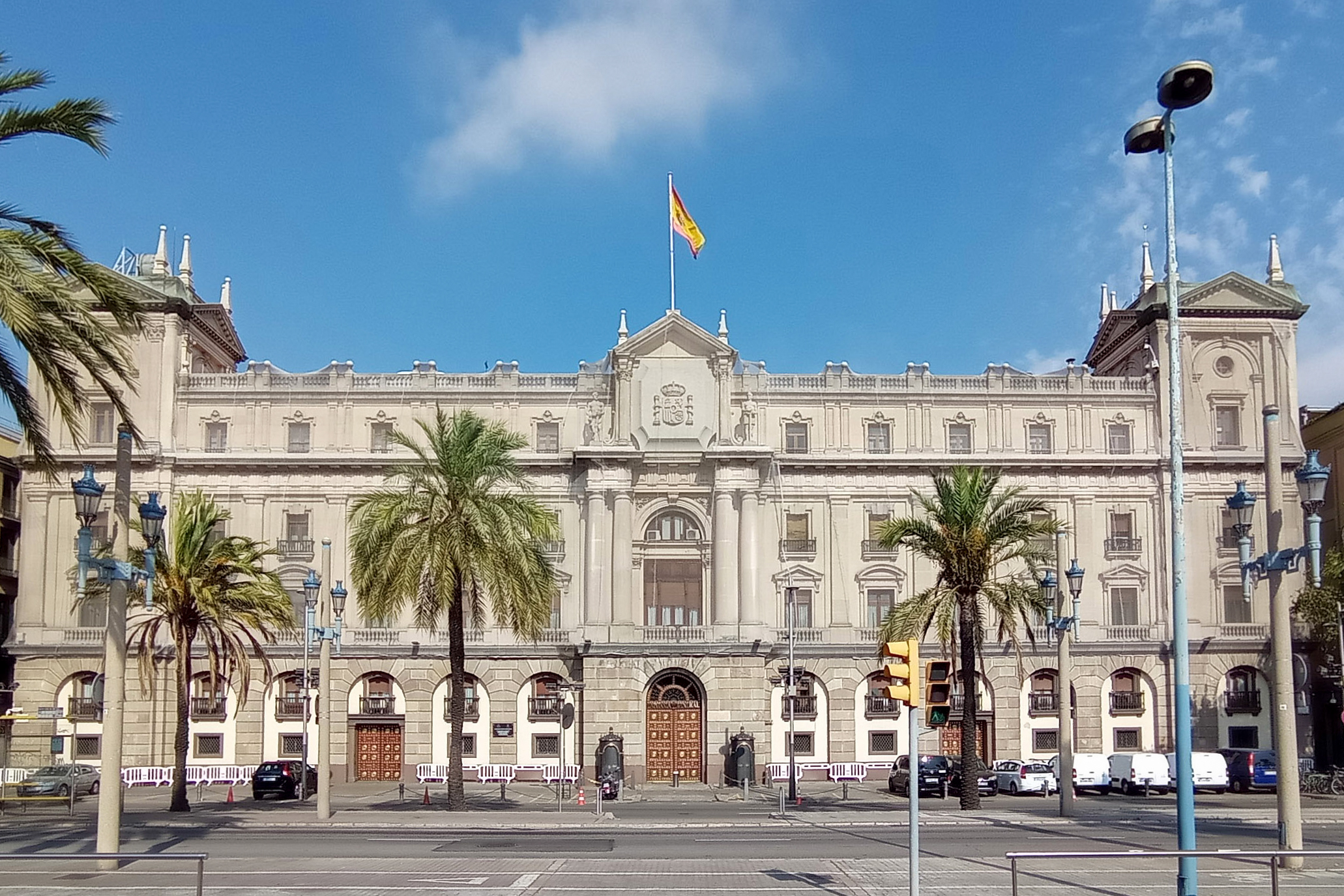
Convent de la Mercè in Barcelona (ehemaliges Kloster und heutiger Sitz des Generalkapitäns von Katalonien)

Nach dem Tod von Francesc Folguera im Juli 1960 führte Adolf Florensa das noucentistische Architekturprojekt in s’Agaró fort.